# Чем мне любить
«Чем мне любить» — мини-альбом белорусско-российской певицы Бьянки, выпущенный 1 июня 2018 года на лейбле «Национальное музыкальное издательство». 
В записи мини-альбома принимали участие муж певицы Роман Безруков музыкант Тарас Ващишин, с которым Бьянка сотрудничает со времён релиза дебютного альбома «Русский народный R’n’B». Над синглом «В чувствах» работал саунд-продюсер Андрей Чёрный. По словам певицы, первоначально это должен был быть полноформатный альбом, однако некоторые не достаточно подходящие песни из него были убраны и решено было выпустить мини-альбом.
В мини-альбом попали синглы «Вылечусь» и «Taxi», выпущенные в 2017 году.

## Отзывы критиков
| Оценки критиков | Оценки критиков |
| Источник        | Оценка          |
| --------------- | --------------- |
| InterMedia      | [ 2 ]           |

Алексей Мажаев в своей рецензии вновь раскритиковал манеру исполнения Бьянки, которая, по его мнению, подражает Бейонсе. Он добавил, что певице с таким вокалом лучше петь мелодичные поп-хиты. Также Мажаев отметил композиторский талант Бьянки.

## Список композиций
Слова и музыка всех песен — Татьяны Липницкой.
| №  | Название                              | Длительность |
| -- | ------------------------------------- | ------------ |
| 1. | «В чувствах»                          | 2:49         |
| 2. | «Вылечусь»                            | 2:55         |
| 3. | «Чем мне любить»                      | 3:00         |
| 4. | «На дух не переношу» (совместно с ST) | 3:42         |
| 5. | «Taxi»                                | 3:43         |